# Diecezja Neuquén
Diecezja Neuquén (łac. Dioecesis Neuquenianus) – diecezja Kościoła rzymskokatolickiego w Argentynie, sufragania archidiecezji Mendoza.

## Historia
10 kwietnia 1961 roku papież Jan XXIII bullą Cenlenarius annus erygował diecezję Neuquén. Dotychczas wierni z tym terenów należeli do diecezji Viedma.

## Ordynariusze
- Jaime Francisco de Nevares SDB (1961 - 1991)
- Agustín Radrizzani SDB (1991 - 2001)[2]
- Marcelo Angiolo Melani SDB (2002 - 2011)[3][4]
- Virginio Domingo Bressanelli SCI (2011 - 2017)[4][5]
- Fernando Croxatto (od 2017)[5]